# Tabaqat Fahil
Pour les articles homonymes, voir Bérénice.

Carte de la Décapole permettant de situer Pella

Tabaqat Fahil autrefois appelée Pella et Bérénice appelée aussi Tell al-Hosn une des cités de la Décapole. Pella est dans la province jordanienne d'Irbid à 25 km au ouest-sud-ouest de la capitale provinciale Irbid et à 5 km à l'est du Jourdain.

## Situation

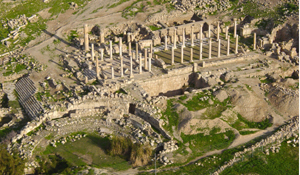
Pella, 2005

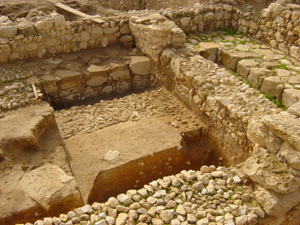
Fouilles, 2005

Le site de Pella se niche au pied des collines dans la vallée du Jourdain près du village de Tabaqat Fahil. Il comprend une terrasse de 400 m de long, les pentes du Tell al-Hosn au Sud et entre les deux l'oued Jirm, rivière au débit permanent. L'été peut y être très chaud mais le reste de l'année la température y est agréable.

## Histoire
Pella a été habitée sans interruption pendant sans doute 6000 ans. On trouve aux alentours des traces d’occupation humaine datant de l’âge de pierre. À bien des points de vue, Pella réunit les différents facteurs permettant une occupation humaine : le climat, les communications, la présence de terres arables de l’eau en permanence, des forêts proches qui peuvent fournir du gibier. 
Des fouilles récentes ont révélé des poteries datant de l’âge du bronze au sommet du Tell al-Hosn. Ces découvertes suggèrent qu’à l’âge du bronze ancien la ville comprenait déjà un habitat permanent avec peut-être une fonction défensive ou d’enceinte fermée.
Au bronze moyen et au bronze tardif (2000 à 1200 av. J.-C.), Pella était une ville entourée de murs qui est restée ainsi pendant près de 1500 ans. Datant de la même époque, on retrouve des sépultures creusées dans le rocher.
La coupe profonde de la terrasse principale a révélé la présence de murailles de pierres et de briques de terre séchée ayant jusqu’à cinq mètres d’épaisseur. 
Les murs de briques du bronze moyen sont encore visibles dans la partie accessible de la terrasse.
Vers 78 av. J.-C., Pella fut détruite par le roi Hasmonéen Alexandre Jannée parce que les habitants refusaient d'adopter les coutumes nationales des Juifs.
Après la conquête de la Syrie par Pompée la région devient une province romaine. Pella et les autres villes de la Décapole sont restaurées.
C'est à Pella, qu'au cours de la Grande révolte juive (66-70) ou après le meurtre de Jacques le Juste (61/62), qu'une petite partie du mouvement créé par Jésus se réfugie. Ils reviennent à Jérusalem vers 73, sous la direction de Siméon de Clopas, un cousin de Jésus, ce qui permet au mouvement de continuer à exister, alors que l'essentiel des nazôréens ont probablement été tués ou envoyés en esclavage dans le cours de la révolte ou dans la répression qui a suivi.
En 635, les forces musulmanes battirent l'armée byzantine à la bataille de Fihl près de Pella et depuis cette date chrétiens et musulmans cohabitèrent dans la cité.
Deux tremblements de terre en 717 et 749 provoquèrent des dommages importants, mais une certaine occupation subsista au cours des périodes abbasside et mamelouke. En haut de la terrasse, un ensemble de maisons byzantino-omeyyades à deux niveaux a été découvert lors de fouilles. Leurs murs sont en briques crues sur fondations de pierre. L'étage supérieur était réservé à l'habitation, et le rez-de-chaussée aux animaux. Des squelettes d'hommes et d'animaux piégés lors du séisme de 749 ont été découverts sur place. Un second ensemble de maisons de la même origine a été fouillé comprenant une église.
L'université de Sydney (Australie) mène depuis 1978 une série de campagnes de fouilles archéologiques en se concentrant sur la période du bronze tardif et de l'âge de fer.